# محیالار (کوزان)
محیالار (به ترکی استانبولی: Mahyalar) یک منطقهٔ مسکونی در ترکیه است که در قوزان (ترکیه) واقع شده‌است.